# Echemenes
Echemenes (Ἐχεμένης) – autor zaginionego dzieła Κρητικά traktującego o Krecie. Echemenes i jego dzieło są znani ze wzmianki w XIII rozdziale dzieła Atenajosa. Atenajos podaje w tym samym miejscu fragment pisma Echemenesa, który traktuje o legendarnych dziejach Krety.
XVII-wieczny historyk Gerardus Vossius proponował w dziele De historicis Graecis, by identyfikować z Echemenesem wymienionego przez Fulgentiusa Euksymenesa [Mythol. I, 15: "Habes ergo nouem Musarum uel Apollinis ipsius redditam rationem, sicut in libris suis Anaximander Lamsacenus et Zenopanes Eracleopolites exponunt; quod et alii firmant ut Pisander fisicus et Euximenes in libro teologumenon."] - nie znalazło to jednak szerszego uznania.